# Bill Raisbeck
William Raisbeck, detto Bill (Wallacestone, 20 dicembre 1875 – Taber, 2 novembre 1946), è stato un calciatore scozzese, di ruolo centrocampista.

## Biografia
Anche i suoi fratelli Alex ed Andrew furono dei calciatori professionisti.
Nel 1907, poco dopo il suo addio calcio giocato, decise di emigrare in Canada assieme ad alcuni membri della sua famiglia, tra cui suo fratello Andrew. Morì in Alberta il 2 novembre 1946 all'età di 70 anni.

## Carriera
Nato a Wallacestone e cresciuto nei pressi di Cambuslang, inizia la propria carriera da giocatore professionista tra le file del Larkhall Thistle, nel 1896. Poco dopo, viene ingaggiato dall'Hibernian, dove però non prende parte a nessuna gara. Dopo un breve periodo al Clyde, approda al Sunderland, con cui non disputa alcuna gara ufficiale, venendo successivamente ceduto prima al Royal Albert e poi nuovamente al Clyde.
Nell'estate 1898 fa ritorno al Sunderland, con cui segna sei reti in 69 presenze totali. Dopo aver indossato la maglia del Derby County, nel 1902 viene acquistato dal New Brompton, con cui rimane per due stagioni, collezionando più di 60 presenze. Si ritira dall'attività agonistica nel 1907, dopo essere stato acquistato prima dal Reading e infine dal Falkirk.